# Myotis moluccarum
Myotis moluccarum  (Thomas, 1915) è un pipistrello della famiglia dei vespertilionidi diffuso nell'Ecozona australasiana.

## Descrizione

### Dimensioni
Pipistrello di piccole dimensioni, con la lunghezza della testa e del corpo tra 40 e 59 mm, la lunghezza dell'avambraccio tra 36 e 43,1 mm, la lunghezza della coda tra 25 e 47 mm, la lunghezza del piede tra 10 e 14 mm, la lunghezza delle orecchie tra 10,7 e 17,3 mm e un peso fino a 11,1 g.

### Aspetto
La pelliccia è lunga, densa e lanosa. Le parti dorsali variano dal bruno-nerastro al marrone, con le punte dei peli biancastre o grigio pallido. Le parti ventrali sono bianco-grigiastre, con la base dei peli scura. Le orecchie sono moderatamente lunghe e rotonde. Il trago è lanceolato, lungo circa la metà del padiglione auricolare. Le membrane alari sono nere, opache e attaccate posteriormente sulle caviglie. I piedi sono grandi. Il calcar è lungo. Gli occhi sono piccoli e sporgenti. Il primo e secondo premolare superiore e inferiori sono piccoli.

## Biologia

### Comportamento
Si rifugia all'interno di grotte, tunnel, miniere, sotto i ponti, nelle scogliere, in vecchi edifici e tra la densa vegetazione.

### Alimentazione
Si nutre di insetti e piccoli pesci catturati sopra le superfici d'acqua.

### Riproduzione
Le femmine danno alla luce un piccolo alla volta fino a tre volte successivamente durante l'anno. Talvolta sono presenti parti gemellari.

## Distribuzione e habitat
Questa specie è diffusa nelle Isole Molucche, in Nuova Guinea, nell'Arcipelago delle Bismarck e nelle Isole Salomone.
Vive nelle foreste pluviali fino a 1.200 metri di altitudine, associata ad ambienti acquatici come corsi d'acqua e laghi.

## Tassonomia
Sono state riconosciute 2 sottospecie:
- M.m.moluccarum: Nuova Guinea; Peleng; Isole Molucche: Halmahera, Seram, Ambon; Isole Talaud: Karakelong; Isole Kai: Kai Kecil; Arcipelago di Bismarck: Nuova Britannia, Nuova Irlanda, Karkar, Tabar, Nissan; Isole Louisiade: Tagula; Isole di D'Entrecasteaux: Normanby;
- M.m.solomonis (Troughton, 1929): Isole Salomone: Choiseul, Nuova Georgia.

## Conservazione
La IUCN Red List, considerato il vasto areale e la tolleranza alle modifiche ambientali, classifica M.moluccarum come specie a rischio minimo (Least Concern)).